# Diecezja Zacatecas
Diecezja Zacatecas (łac. Dioecesis Zacatecensis) – diecezja Kościoła rzymskokatolickiego w Meksyku, sufragania archidiecezji San Luis Potosí. 

## Historia
28 stycznia 1863 roku papież Pius IX konstytucją apostolską Ad Universam Agri Dominici erygował diecezję Zacatecas. Dotychczas wierni z tych terenów należeli do archidiecezji Guadalajara. 13 stycznia 1962 roku diecezja utraciła część swego terytorium na rzecz nowo powstającej prefektury apostolskiej Jesús María del Nayar.

## Ordynariusze
- Ignacio Mateo Guerra y Alba (1864 – 1871)
- José Maríe del Refugio Guerra y Alva (1872 – 1888)
- Buenaventura del Purísimo Corazón de María Portillo y Tejeda OFM (1888 – 1899)
- José Guadalupe de Jesús de Alba y Franco OFM (1899 – 1910)
- Miguel María de la Mora y Mora (1911 – 1922)
- Ignacio Placencia y Moreira (1922 – 1951)
- Francisco Javier Nuño y Guerrero (1951 – 1954)
- Antonio López Aviña (1955 – 1961)
- Adalberto Almeida y Merino (1962 – 1969)
- José Pablo Rovalo Azcué SM (1970 – 1972)
- Rafael Muñoz Nuñez (1972 – 1984)
- Javier Lozano Barragán (1984 – 1996)
- Fernando Mario Chávez Ruvalcaba (1999 – 2008)
- Carlos Cabrero Romero (2008 – 2012)
- Sigifredo Noriega Barceló (od 2012 roku)